# Альзиница
Альзини́ца (бел. Альзіні́ца) — река в Белоруссии, протекает в Ушачском районе Витебской области, левый приток реки Ушача (бассейн Западной Двины). Длина реки составляет 29 км, площадь её водосборного бассейна — 270 км². Среднегодовой расход воды в устье равняется 1,7 м³/с. Средний наклон водной поверхности — 2 м/км.
Вытекает из озера Жабинок. От истока до озера Селище река носит название Боярская (бел. Баярская). Течёт в пределах Ушачско-Лепельской возвышенности через озёра Селище и Матырино.
Впадает в озеро Матырино. Устье Альзиницы находится в 6 км к северу от городского посёлка Ушачи, юго-восточнее деревни Матырино. Однако в некоторых источниках приводится информация, что Альзиница является левым притоком Ушачи, поскольку северо-восточный залив озера Матырино примыкает к Ушаче с левой стороны.